# 弟之夫
《弟之夫》（日语：弟の夫）是日本漫画家田龟源五郎的一部作品，刊载于双叶社的《月刊Action》，连载期为2014年11月号至2017年7月号。故事讲述了小学生女孩夏菜与她的父亲弥一，以及他父亲的雙胞胎弟弟凉二的加拿大丈夫迈克（Mike）三人所编织的家庭生活。本作品荣膺第19届日本文化厅媒体艺术节漫画部优秀奖。
2018年3月，由本漫画作品改编的同名电视剧在NHK BS Premium的“Premium Drama剧场”时段播出。

## 劇情簡介
折口彌一是一位單親父親，獨力扶養女兒夏菜，兩人住在東京郊區。彌一的弟弟涼二和原生家庭的關係很疏離，在涼二意外過世後，涼二的丈夫邁克從他的故鄉加拿大來到日本，他試圖了解涼二的故鄉，因此前來拜訪彌一他們。夏菜很喜歡邁克這位加拿大籍的叔叔，但彌一一時之間仍然不太能接受邁克這個家人。
雖然彌一並不仇視同性戀，但邁克表示，過去涼二對彌一出櫃時，涼二認為彌一對自己的性傾向感到隱約的不安，導致兩人產生隔閡並因此疏遠。在邁克住在彌一家的三週期間，邁克與彌一和夏菜的互動，促使彌一正視自己對性和性傾向的偏見，隨時間過去，他越來越能接受邁克，同時克服了自己的同性戀恐懼，並且能自然地向外人介紹邁克這位「弟弟的丈夫」。
在邁克離開前不久，他透露涼二生前對兄弟不和睦的關係感到遺憾，並承諾總有一天會帶他到日本，與原生家庭見面，並向原生家庭介紹邁克是自己的丈夫，但他在兌現這個諾言之前就過世了，於是邁克獨自前往日本，以實現這個約定。故事最後，邁克回到了加拿大，此時他與彌一、夏菜的互動如同家人般自然。

## 出版書籍
| 卷數 | 双葉社         | 双葉社                 | 臉譜出版       | 臉譜出版               |
| 卷數 | 發售日期       | ISBN                   | 發售日期       | ISBN                   |
| ---- | -------------- | ---------------------- | -------------- | ---------------------- |
| 1    | 2015年5月25日  | ISBN 978-4-575-84625-6 | 2018年10月30日 | ISBN 978-986-235-712-5 |
| 2    | 2016年1月12日  | ISBN 978-4-575-84741-3 | 2018年10月30日 | ISBN 978-986-235-712-5 |
| 3    | 2016年10月12日 | ISBN 978-4-575-84863-2 | 2018年10月30日 | ISBN 978-986-235-712-5 |
| 4    | 2017年7月12日  | ISBN 978-4-575-85005-5 | 2018年10月30日 | ISBN 978-986-235-712-5 |